# دانيال ماركيز (مصور)
دانيال ماركيز (بالإنجليزية: Daniel Marquis)‏ هو مصور أسترالي، ولد في 1829، وتوفي في 1879.